# 高谷高一
高谷 高一（たかたに こういち、1905年10月 - 1966年3月）は、日本の都市計画家。三重県副知事などを歴任した。
福井県に生まれる。旧制第四高等学校を経て、1932年東京帝国大学工学部土木工学科を卒業。東京市役所土木部下水課に奉職するが、その後は都市計画地方委員会技師になる。1933年、神奈川地方委員会。1937年、都市計画東京地方委員会。1940年、興亜院。1943年、都市計画兵庫地方委員会。1944年、防空総本部。1945年、戦災復興院計画局土木課。その後建設院計画局建設課長。1950年、経済安定本部兼務。1951年、建設省都市局都市建設課長。1952年、同省復興課長事務代理。1955年、三重県観光開発株式会社副社長。1956年、三重県土木部長就任。その後電気局長転任。1957年から死去するまで三重県副知事を務めた。